# Michael Paul Chan

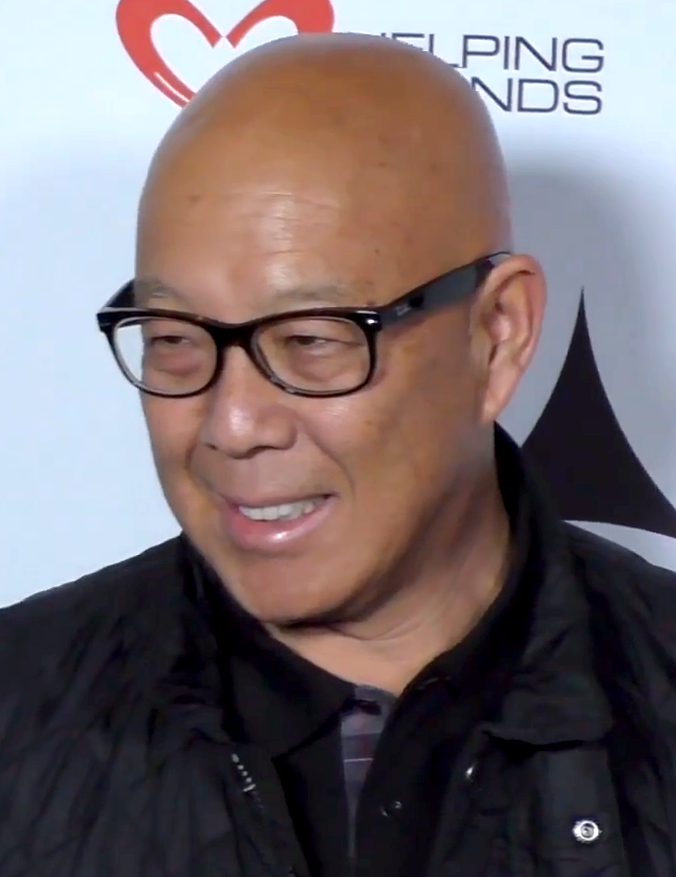
Michael Paul Chan, 2016

Michael Paul Chan (* 26. Juni 1950 in San Francisco, Kalifornien) ist ein US-amerikanischer Schauspieler.

## Karriere
Chan begann in den 1970er Jahren seine Karriere als Schauspieler und Synchronsprecher. Er war Stipendiat des American Conservatory Theater und wirkte bei der Asian American Theater Company mit. Weiterhin engagiert er sich im Bereich asiatisch-amerikanischer Kultur. So spielte er in dem Film Americanese mit, der sich mit Problemen gemischtrassiger Paare auseinandersetzt. Chan wirkte in Kinofilmen, Fernsehserien und Theaterstücken mit.
Von 2005 bis 2012 spielte er den Detective Lieutenant und Computerexperten Michael Tao in der Fernsehserie The Closer. Dieselbe Rolle verkörpert Chan auch in der direkt an diese anschließende Nachfolgeserie Major Crimes.

## Filmografie (Auswahl)
- 1993: Töchter des Himmels (The Joy Luck Club)
- 1993: Falling Down – Ein ganz normaler Tag (Falling Down)
- 1997: Cypher (Double Tap)
- 1998: Auf der Jagd (U.S. Marshals)
- 1999: Der große Mackenzie (The Big Tease)
- 1999: Molly
- 1999–2001: Hausmeister Stubbs (The PJs, Fernsehserie, 41 Episoden, Stimme)
- 2000: Mit aller Härte (Once in the Life)
- 2001: Spy Game – Der finale Countdown (Spy Game)
- 2003: Masked and Anonymous
- 2004–2005: Arrested Development (Fernsehserie, 6 Episoden)
- 2005–2012: The Closer (Fernsehserie, 106 Episoden)
- 2006: Americanese
- 2007: Bones – Die Knochenjägerin (Bones, Fernsehserie, Episode 2x16)
- 2012–2018: Major Crimes (Fernsehserie, 105 Episoden)
- 2017: Hawaii Five-0 (Fernsehserie, Episode 7x23)
- 2019: Emmett
- 2021: MacGyver (Fernsehserie, 1 Episode)[1]
- 2023: Hello Tomorrow! (Fernsehserie)
- 2024: Gremlins – Secrets of the Mogwai (Fernsehserie, Stimme)